# القرن 5
| عقد 390 | 390 | 391 | 392 | 393 | 394 | 395 | 396 | 397 | 398 | 399 |
| عقد 400 | 400 | 401 | 402 | 403 | 404 | 405 | 406 | 407 | 408 | 409 |
| عقد 410 | 410 | 411 | 412 | 413 | 414 | 415 | 416 | 417 | 418 | 419 |
| عقد 420 | 420 | 421 | 422 | 423 | 424 | 425 | 426 | 427 | 428 | 429 |
| عقد 430 | 430 | 431 | 432 | 433 | 434 | 435 | 436 | 437 | 438 | 439 |
| عقد 440 | 440 | 441 | 442 | 443 | 444 | 445 | 446 | 447 | 448 | 449 |
| عقد 450 | 450 | 451 | 452 | 453 | 454 | 455 | 456 | 457 | 458 | 459 |
| عقد 460 | 460 | 461 | 462 | 463 | 464 | 465 | 466 | 467 | 468 | 469 |
| عقد 470 | 470 | 471 | 472 | 473 | 474 | 475 | 476 | 477 | 478 | 479 |
| عقد 480 | 480 | 481 | 482 | 483 | 484 | 485 | 486 | 487 | 488 | 489 |
| عقد 490 | 490 | 491 | 492 | 493 | 494 | 495 | 496 | 497 | 498 | 499 |
| عقد 500 | 500 | 501 | 502 | 503 | 504 | 505 | 506 | 507 | 508 | 509 |

القرن الخامس هو الفترة الزمنية الممتدة من اليوم الأول لعام 401 إلى اليوم الأخير من عام 500 حسب التقويم الميلادي.
تضعف الإمبراطورية الرومانية الغربية تحت هجمات ال جرمان والوندال و الهون تحت قيادة أتيلا الهوني لتسقط في الأخير. أحوال الإمبراطورية الرومانية الشرقية لم تكن أفضل حيث تتعرض لهجمات قبائل القوط و الهون وأيضاً تبدأ بمواجهة خطر الإمبراطورية الساسانية في الشرق. تبدأ أولا الانقسامات في المسيحية وذلك بعد إبعاد نسطور وأتباعه عن الكنيسة، تصبح النسطورية عقيدة كنيسة المشرق التي يتقبلها الساسانيين لينهون إضطهادهم للمسيحيين. يختلف قادة المسيحية مرة أخرى في مجمع خلقيدونية حول طبيعة المسيح بين الأقباط وروما. تبدأ مناطق في غرب أوروبا باعتناق المسيحية وتبنيها كدين رسمي في الدولة عند العديد من الدول التي تقودها الشعوب الجرمانية والغالية، لينتهي القرن باعتناق الإمبراطور الفرنجي كلوفيس الأول للمسيحية. اندلاع حرب أهلية في الصين بعد سقوط مملكة جين وهجرة قبائل التشوينغنو إلى شمال الصين لتبدأ سلسلة صراعات جديدة بينهم.

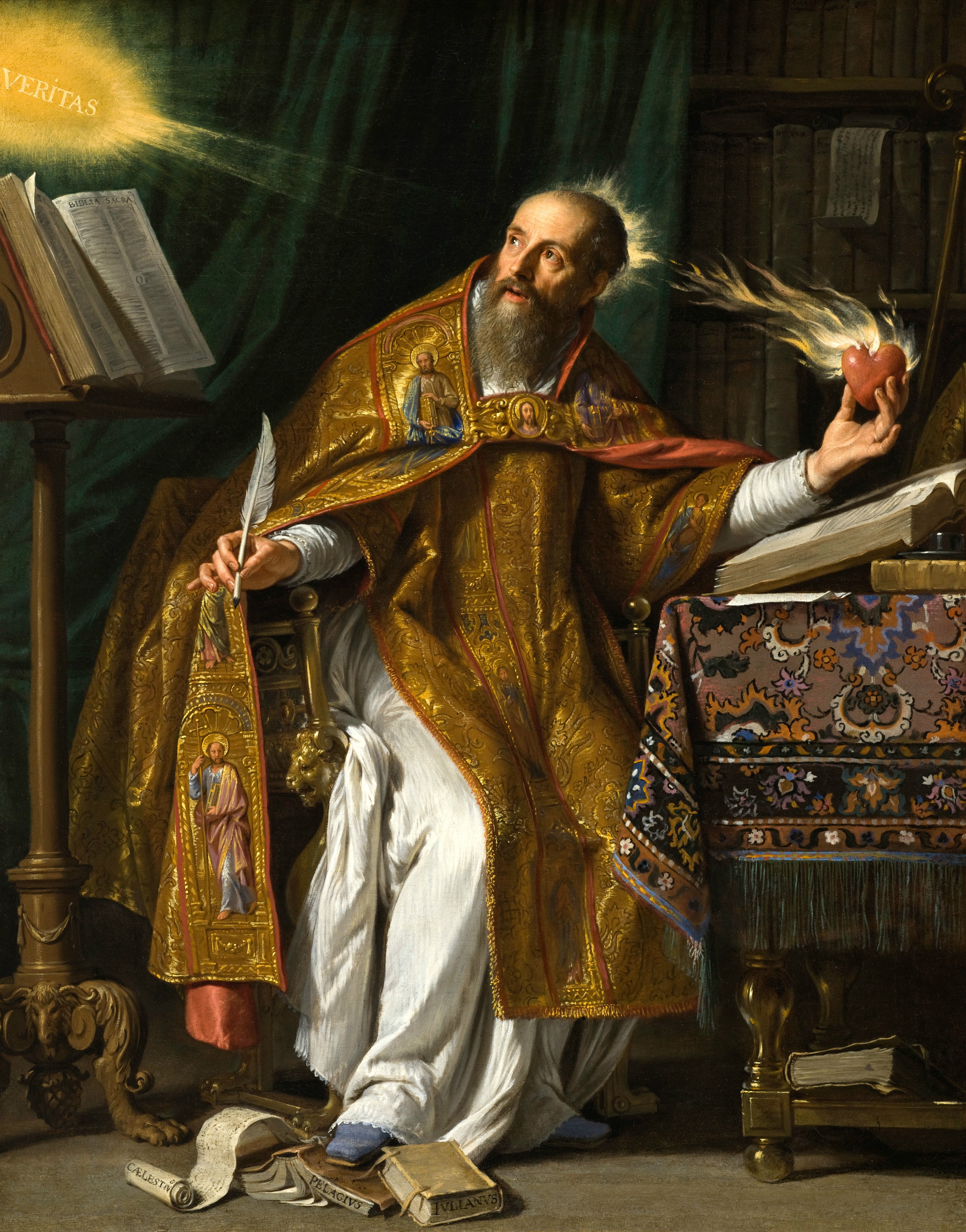
أغسطينوس

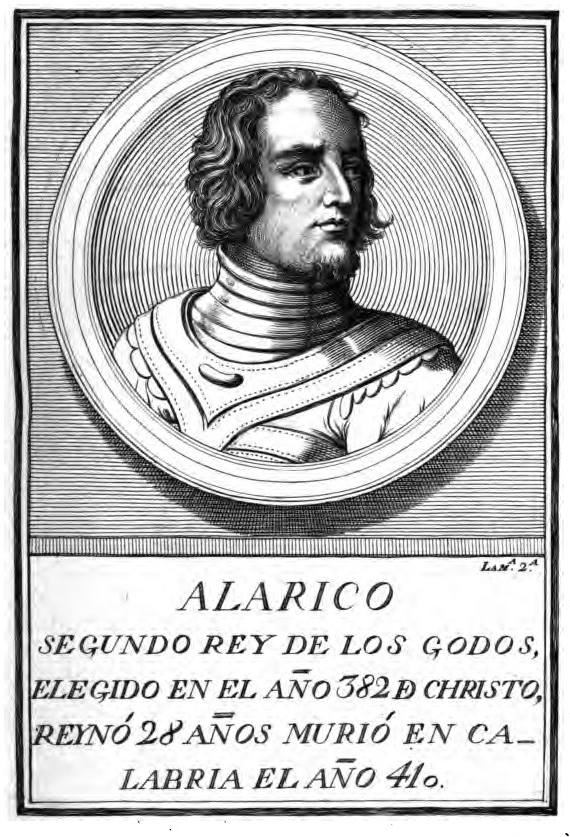
ألاريك الأول

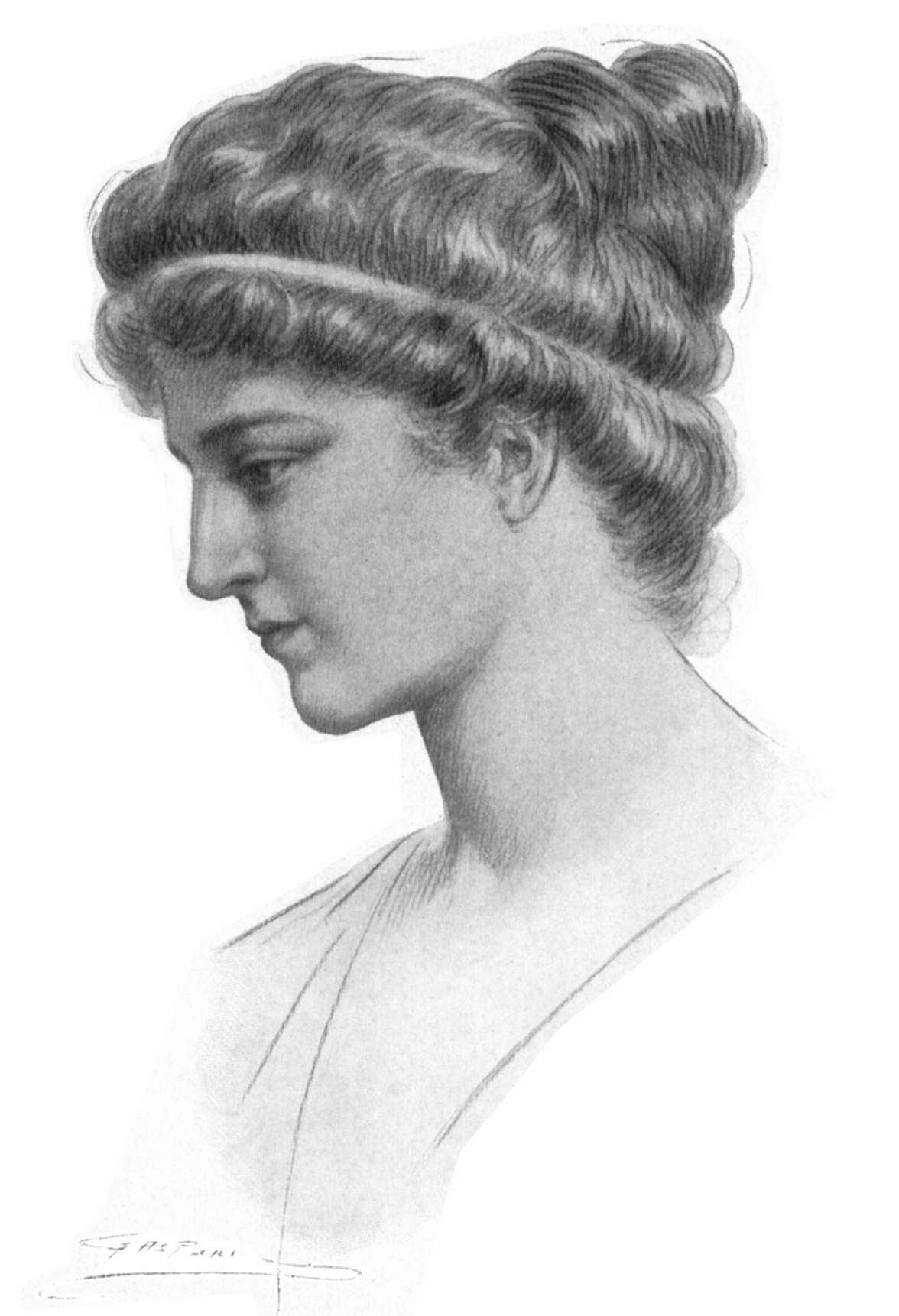
هيباتيا

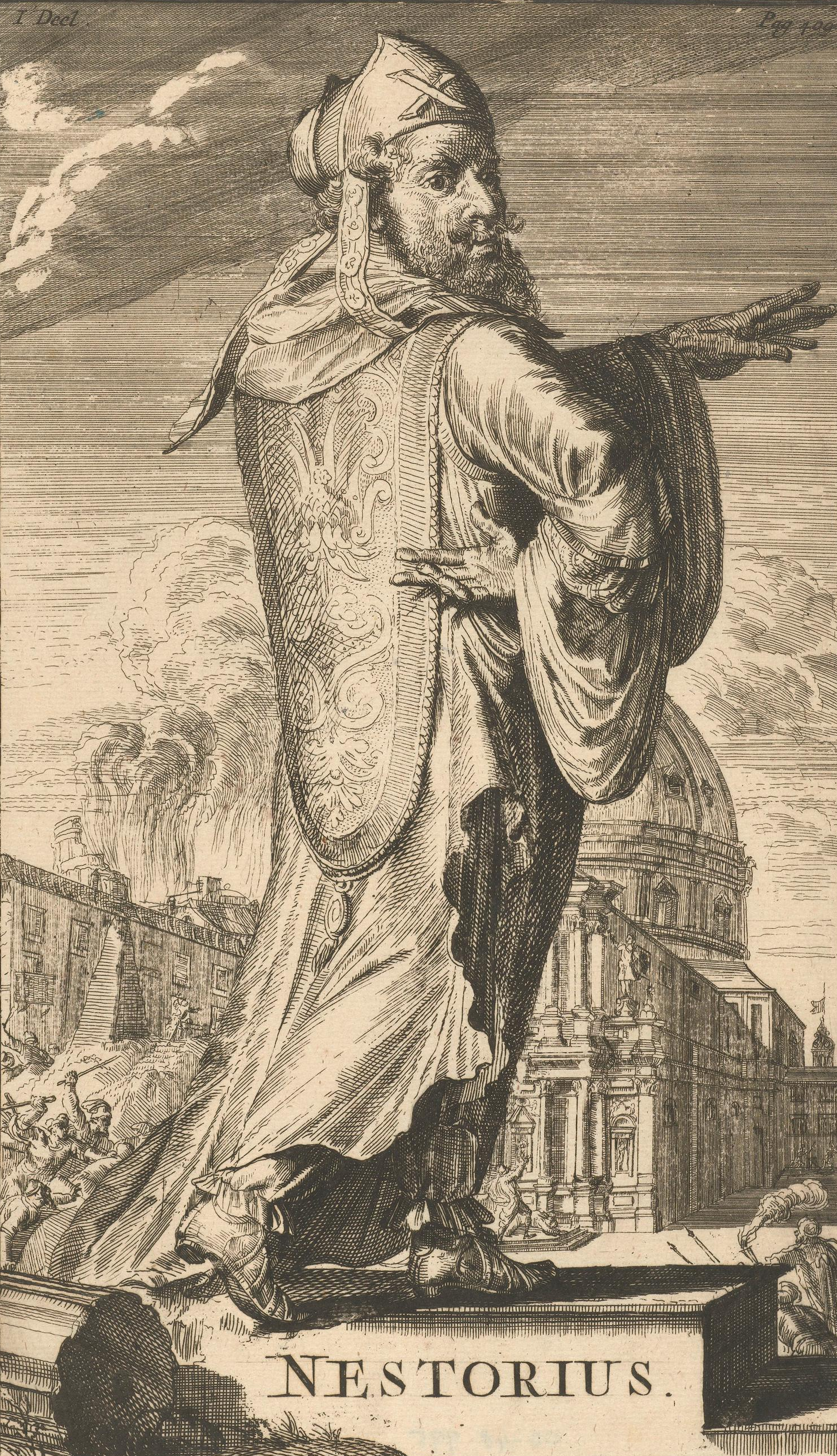
نسطور

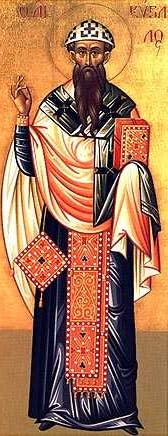
كيرلس الأول

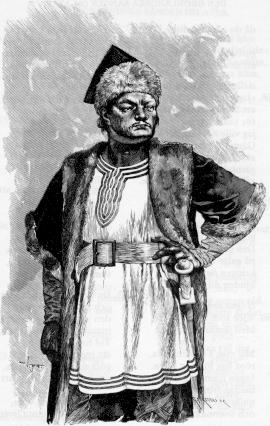
أتيلا الهوني

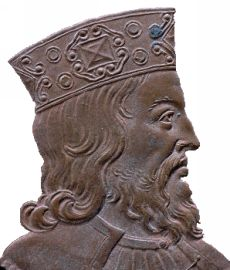
كلوفيس الأول

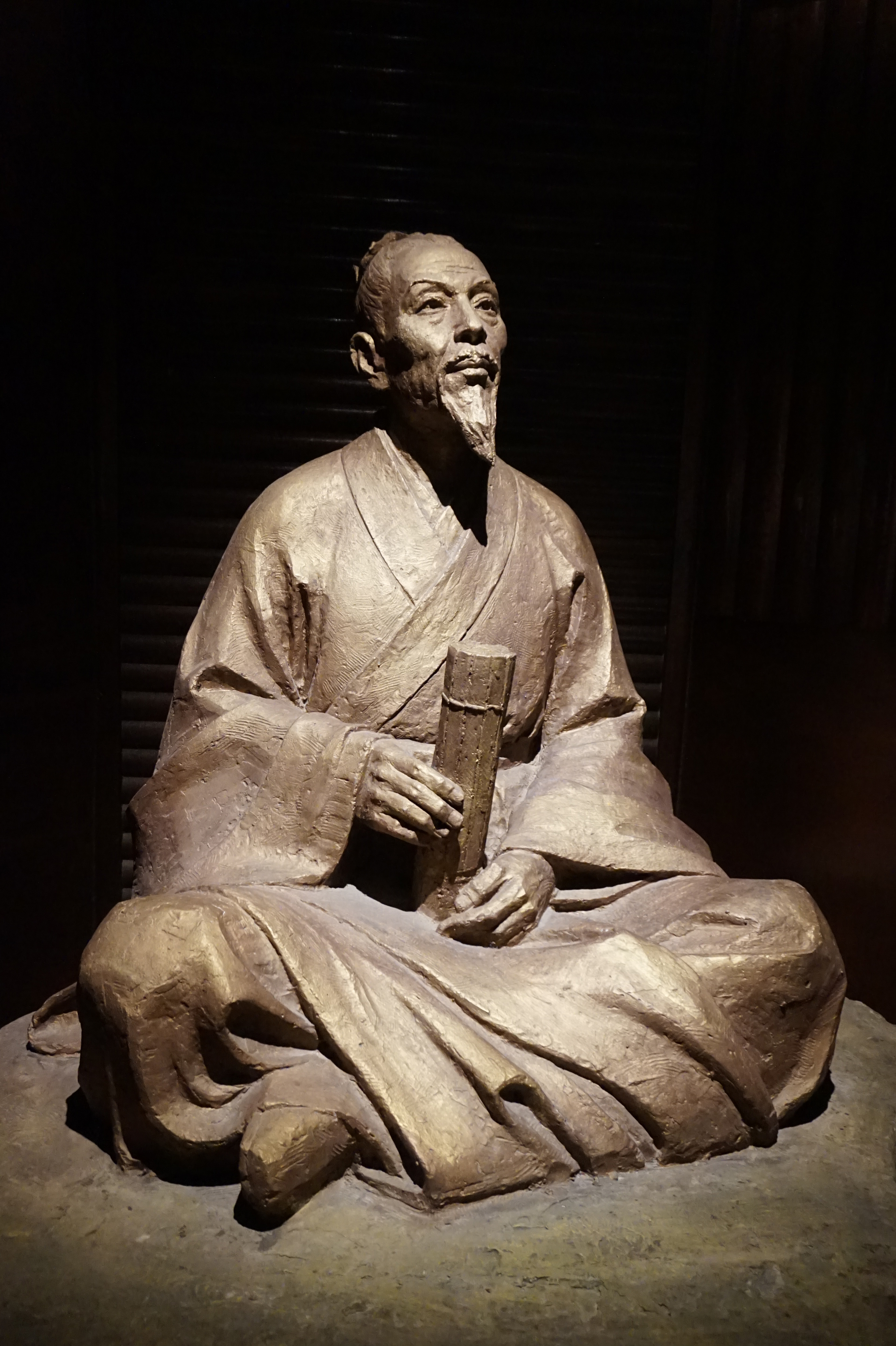
زو تشونغزي

## أحداث
- 400: البوذية تصل إلى سريلانكا عن طريق الراهب البوذي الصيني فاجيان.
- 400: الماياويون في غواتيمالا يبنون مدينة تيكال.
- 405: ميسروب ماشدوتس ينشأ الأبجدية الأرمنية.
- 407: قسطنطين الثالث يأمر بانسحاب القوات الرومانية من بريطانيا لتزايد خطر هجمات الوندال و الجرمان على الإمبراطورية لينتهي احتلال الجزيرة الذي دام ل300 عام.
- 408: تأسيس إمبراطورية الهياطلة التي حكمت وسط آسيا وشمال الهند.
- 410: ألاريك الأول زعيم القوط الغربيين يقتحم وينهب روما.
- 411: مملكة السوبيين في شبه جزيرة إيبيريا تصبح أول مملكة تعتنق المسيحية في غرب أوروبا.
- 413: أغسطينوس أسقف هيبون يؤلف كتاب مدينة الإله.
- 415: مقتل الفيلسوفة المصرية هيباتيا على يد الغوغاء والمتعصبين من المسيحيين
- 420: بدأ فترة السلالات الحاكمة الجنوبية والشمالية في الصين بعد سقوط سلالة جين.
- 425: تأسيس جامعة القسطنطينية لتكون أول جامعة في التاريخ.
- 431: مجمع أفسس يؤكد على لقب ثيوتوكس (والده الله) لمريم العذراء وأبعاد نسطور عن الأسقفية.
- 439: الوندال يتمكنون من احتلال قرطاج.
- 440: بدأ أول هجرات القبائل الأنجلوسكسونية إلى بريطانيا.
- 451: مجمع خلقيدونية يؤكد بوجود طبيعتين للمسيح مما أدى لانفصال الكنيسة القبطية الأرثوذكسية و الكنيسة الرسولية الأرمنية و الكنيسة السريانية الأرثوذكسية عن كنيسة روما و كنيسة القسطنطينية.
- 451: أتيلا الهوني يبدأ بتهديد روما بعد انتصاره في معركة المرتفعات الكتلونية على الرومان و القوط الغربيين في شمال فرنسا.
- 452: أتيلا الهوني يدمر مدينة أكيليا في شمال شرق إيطاليا.
- 452: البابا ليون الأول يقابل أتيلا الهوني شخصياً في نهر مينشيو قرب ميلانو ويقنعه شخصياً بعدم مهاجمة روما.
- 453: وفاة أتيلا الهوني وانقسام إمبراطوريته بين أبناءه.
- 454: معركة نداو تنتهي بانتصار جيوش القبائل الجرمانية بقيادة أردياريك على الهون في بانونيا في المجر.
- 455: الوندال يحاصرون روما يوحتلوها بقيادة غايسيريك.
- 455: المايويون ينشئون مدينة تشيتشن إيتزا في المكسيك.
- 469: وفاة الملك دنغيزيتش وسقوط الإمبراطورية الهونية.
- 476: القبائل الجرمانية بقيادة أودواكر يحتلون ميلانو وينهون عصر الإمبراطورية الرومانية الغربية.
- 477: الرهبان البوذيين ينشؤون معبد شاولين في جزيرة هينان في الصين.
- 480: مقتل الإمبراطور يوليوس نيبوس آخر أباطرة الإمبراطورية الرومانية الغربية في كرواتيا.
- 481: كلوفيس الأول يستلم حكم مملكة الفرنجة الغربيين.
- 482: تأسيس مدينة كييف.
- 486: كلوفيس الأول يهزم سياغريوس ويحتل بقية أراضي الإمبراطورية الرومانية الغربية في بلاد الغال.
- 490: حسب الأساطير البريطانية اندلاع معركة جبل بادون التي إنتصر بها الملك أرثر على قوات القبائل السكسونية في بريطانيا.
- 491: كلوفيس الأول يضم ثورنجية في ألمانيا لإمبراطوريته.
- 493: ثيودوريك الأول يعزل أودواكر من الحكم ويصبح ملكاً لإيطاليا.
- 494: قبائل شمال بلاد الغال تتحد تحت قيادة الملك كلوفيس الأول وتأسيس السلالة الميروفنجية.
- 496: معركة تولبياك تنتهي بانتصار كلوفيس الأول واحتلاله لألامانية (بين سويسرا و ألمانيا حالياً).
- 496: كلوفيس الأول يعتنق المسيحية الكاثوليكية لتدخل فرنسا رسمياً إلى المسيحية.
- 496: وصول البوذية إلى بورما و إندونيسيا.
- 496: أول استيطان للأفريقيين والإندونيسيين في مدغشقر.

## الشخصيات
- أيتيوس إمبراطور روماني غربي عرف بكونه آخر الرومان الحقيقيين
- ستيليكو قائد عسكري روماني
- ألاريك الأول ملك قوطي
- ألاريك الثاني ملك القوط في تولوز
- أناستاسيوس الأول إمبراطور بيزنطي
- أتولف ملك قوطي
- أتيلا الهوني ملك هوني
- أوغسطينوس قديس ولاهوتي وفيلسوف روماني نوميدي
- أفيتوس إمبراطور روماني
- بهرام الخامس شاه فارس
- باسيليسكيوس إمبراطور بيزنطي
- بودهيدهارما قائد ديني بوذي صيني
- بونيفاكيوس قائد عسكري روماني
- قسطنطين الثالث إمبراطور روماني
- قسطنطينيوس الثالث إمبراطور روماني
- ديوسقورس الأول بابا الإسكندرية
- كيرلس الأول قديس مصري وبابا الإسكندرية
- نسطور لاهوتي سوري يوناني وأسقف القسطنطينية
- هيباتيا فيلسوفة مصرية
- غايسيريك ملك وندالي
- غالا بلاسيديا إمبراطورة رومانية
- مريم المصرية قديسة مصرية
- أودواكر ملك جرماني
- جيروم قديس روماني
- كاليداسا شاعر هندي
- ليون الأول بابا روما
- ليو الأول إمبراطور بيزنطي
- ليو الثاني إمبراطور بيزنطي
- ليبيوس سيفيروس إمبراطور روماني
- مارقيان إمبراطور روماني
- ماجوريان إمبراطور روماني غربي
- ريسيمر قائد عسكري روماني غربي جرماني
- سياغريوس قائد عسكري روماني
- ثيودوسيوس الثاني إمبراطور روماني
- يزدجرد بن سابور شاه فارسي ساساني
- زينون إمبراطور روماني
- زو تشونغزي مؤرخ وفلكي صيني
- ميسروب ماشدوتس قديس ولاهوتي ولغوي أرمني
- ثيودوريك العظيم ملك إيطاليا
- كلوفيس الأول إمبراطور الفرنجة
- الملك آرثر ملك غالي بريطوني

## الاختراعات
- المحراث الثقيل عن طريق السلاف
- حدوة الفرس عن طريق الغاليين
- الأبجدية الأرمنية
- الأبجدية الأنجلوسكسونية